# Djurröd
Djurröd is een plaats in de gemeente Kristianstad in het Zweedse landschap Skåne en de provincie Skåne län. De plaats heeft 84 inwoners (2005) en een oppervlakte van 20 hectare.